# Florian Monheim
Florian Monheim (* 1963 in Stuttgart) ist ein deutscher Architekturfotograf.

## Leben
Nach dem Abitur am Mataré-Gymnasium in Meerbusch studierte Florian Monheim Grafik-Design an der Hochschule für bildende Künste in Braunschweig und Foto-Design an der Fachhochschule Dortmund. Dort spezialisierte er sich früh auf Architekturfotografie. 1991 veröffentlichte er seinen ersten Architekturbildband. Zusammen mit Barbara Opitz gründete er 1999 eine Bildagentur für historische Architektur (Bildarchiv Monheim). Er lebt in Krefeld.

## Ausstellungen
- Reinhart-Wolf-Preis Hamburg 1992
- Deutscher Fotopreis 1993 (Stuttgart, Arles, Frankfurt)
- Photokina, Köln 1994
- Portal der Industriekultur, Zeche Zollverein in Essen 2012
- Landtag, Düsseldorf 2019

## Bildbände
- Dorfkirchen im östlichen Deutschland. DuMont, Köln 1991, ISBN 3-7701-2801-X
- Mittelalterliche Backsteinarchitektur von Lübeck bis zur Marienburg. DuMont, Köln 1995, ISBN 3-7701-2821-4
- Barocke Gartenparadiese. DuMont, Köln 1996, ISBN 3-7701-3831-7
- Schlösser der Loire. DuMont, Köln 1996, ISBN 3-7701-3756-6
- Museum Schloß Moyland. DuMont, Köln 1997, ISBN 3-7701-3947-X
- Balthasar Neumann. DuMont, Köln 1998, ISBN 3-7701-4411-2
- Barock und Rokoko. DuMont, Köln 1999, ISBN 3-7701-5060-0
- Gewölbe des Himmels. DuMont, Köln 2001, ISBN 3-7701-5867-9
- Düsseldorf. Greven Verlag, Köln 2002, ISBN 3-7743-0329-0
- Echoes of Heaven. Edel-Classics, Hamburg 2004, ISBN 3-937406-11-5
- Geschichte der Gartenkunst. DuMont, Köln 2005, ISBN 978-3-8321-7670-9
- Unser Weltkulturerbe. DuMont, Köln 2006, ISBN 3-7701-5699-4
- Romanik im Rheinland. Greven-Verlag, Köln 2008, ISBN 978-3-7743-0419-2
- St. Martin zu Landshut. Schnell + Steiner, Regensburg 2009, ISBN 978-3-7954-2234-9
- Die andere Schönheit – Industriekultur in NRW. Greven-Verlag, Köln 2010, ISBN 978-3-7743-0466-6
- Gewölbe des Himmels. Collection Rolf Heyne, München 2010, ISBN 978-3-89910-475-2
- Der Dom St. Peter in Regensburg. Schnell + Steiner, Regensburg 2010, ISBN 978-3-7954-2412-1
- Gotik im Rheinland. Greven-Verlag, Köln 2011, ISBN 978-3-7743-0483-3
- Die großen romanische Kirchen in Köln. Greven-Verlag, Köln 2013, ISBN 978-3-7743-0615-8
- Kornelimünster. Schnell + Steiner, Regensburg 2014, ISBN 978-3-7954-2719-1
- Dommuseum Hildesheim. Schnell + Steiner, Regensburg 2015, ISBN 978-3-7954-3005-4
- Düsseldorf und die Heinrich-Heine-Universität. Greven-Verlag, Köln 2016, ISBN 978-3-7743-0662-2
- Erftstadt. Greven-Verlag, Köln 2017, ISBN 978-3-7743-0681-3
- Pilgerorte im Rheinland. Greven-Verlag, Köln 2017, ISBN 978-3-7743-0639-4
- mit Jürgen Kaiser (Text): Macht und Herrlichkeit. Die großen Kathedralen am Rhein von Konstanz bis Köln. Greven, Köln, ISBN 978-3-7743-0919-7.
- mit Helge Matthiesen (Text): Nordrhein-Westfalen. Die Bilder. Greven-Verlag, Köln 2021, ISBN 978-3-7743-0940-1.
- mit Barbara Schock-Werner, herausgegeben vom Freundeskreis Abtei Brauweiler e.V. und Landschaftsverband Rheinland: Abtei Brauweiler. Greven, Köln  2024, ISBN 978-3-7743-0900-5.
- mit Barbara Schock-Werner (Text): Die schönsten Kathedralen am Rhein. Greven, Köln 2025, ISBN 978-3-7743-0991-3 (auch englischsprachig: The Rhine’s Most Stunning Cathedrals, ISBN 978-3-7743-0992-0).